# Nouveaux Libéraux
Les Nouveaux Libéraux (en allemand : Neue Liberale) est un parti politique allemand basé à Hambourg. Le parti est né le 14 septembre 2014 d'une scission avec le parti libéral Parti libéral-démocrate (FDP). 
En janvier 2015, les Nouveaux Libéraux annoncent leur intention de coopérer avec les Libéraux démocrates (de) (en allemand : Liberale Demokraten), un autre petit parti social-libéral. En juin 2018 le parti demande à rejoindre le groupe ALDE au Parlement européen en vue des élections européennes de 2019.

## Idéologie
Alors que le parti est une scission du Parti libéral-démocrate, parti se réclamant pleinement du libéralisme, les Nouveaux Libéraux se réclame quant à eux du social-libéralisme.

## Résultats électoraux

### Élections fédérales
| Année | Voix | %    | Mandats | Gouvernement |
| ----- | ---- | ---- | ------- | ------------ |
| 2017  | 884  | 0,00 | 0 / 709 | Opposition   |

### Élections européennes
| Année | Voix   | %    | Mandats |
| ----- | ------ | ---- | ------- |
| 2019  | 15 943 | 0,04 | 0 / 96  |

### Élections législatives locales à Hambourg
| Année | Voix   | %   | Mandats | Gouvernement |
| ----- | ------ | --- | ------- | ------------ |
| 2015  | 18 464 | 0,5 | 0 / 121 | Opposition   |